# Ryan Grantham
Ryan Grantham (Columbia Britannica, 30 novembre 1998) è un attore e assassino canadese.

## Biografia
Ryan Grantham è figlio di Barbara Waite e ha una sorella, Lisa Grantham. Ha completato la sua formazione presso la Simon Fraser University.

## Omicidio e condanna
Il 31 marzo 2020, Grantham ha sparato alla madre 64enne nella loro casa a Squamish, filmando il tutto con una telecamera. Grantham pianificò quindi di assassinare il primo ministro Justin Trudeau nella sua casa a Rideau Cottage. Grantham ha guidato per 200 km fino a Hope, prima di cambiare idea e dirigersi a Vancouver con l'idea di effettuare una sparatoria di massa, possibilmente nel campus della Simon Fraser University o al Lions Gate Bridge. Una volta lì, però, ha confessato alla polizia di aver ucciso sua madre. Grantham è rimasto in custodia dal suo arresto.
Il 23 settembre 2022, Grantham si è dichiarato colpevole di omicidio di secondo grado, dopo essere stato inizialmente accusato di omicidio di primo grado. Durante il processo, i suoi avvocati hanno dichiarato che soffriva di disturbo d'ansia, depressivo e pensieri suicidi prima del suo crimine. Hanno anche tentato di metterlo in una prigione di non massima sicurezza dopo aver affermato che la sua piccola statura lo avrebbe reso un bersaglio per altri detenuti. Grantham è stato condannato all'ergastolo, ma potrà beneficiare della libertà condizionale tra 14 anni.

## Filmografia

### Attore

#### Cinema
- Jumper - Senza confini (Jumper), regia di Doug Liman (2008) Non accreditato
- The Escape of Conrad Lard-Bottom, regia di Shaun McKinlay - cortometraggio (2008)
- Slap Shot 3 (Slap Shot 3: The Junior League), regia di Richard Martin (2008) Uscito in home video, non accreditato
- The Anachronism, regia di Matthew Gordon Long - cortometraggio (2008)
- Zombie Punch, regia di Silver Kim (2009)
- Parnassus - L'uomo che voleva ingannare il diavolo (The Imaginarium of Doctor Parnassus), regia di Terry Gilliam (2009)
- Supercuccioli a Natale (Santa Buddies), regia di Robert Vince (2009) Uscito in home video
- Diario di una schiappa (Diary of a Wimpy Kid), regia di Thor Freudenthal (2010)
- Altitude, regia di Kaare Andrews (2010)
- Liz, regia di Kathleen Jayme - cortometraggio (2010)
- Barricade, regia di Andrew Currie (2012)
- Becoming Redwood, regia di Jesse James Miller (2012)
- Way of the Wicked, regia di Kevin Carraway (2014)
- Considering Love and Other Magic, regia di Dave Schultz (2016)

#### Televisione
- The Secret of the Nutcracker, regia di Eric Till – film TV (2007)
- Storm Cell - Pericolo dal cielo (Storm Cell), regia di Steven R. Monroe – film TV (2008)
- Trial by Fire, regia di John Terlesky – film TV (2008)
- The Guard – serie TV, 1 episodio (2008)
- Harper's Island – serie TV, 1 episodio (2009)
- The Troop – serie TV, 1 episodio (2009)
- Riese, regia di Nicholas Humphries e Kaleena Kiff – miniserie TV (2009-2010)
- Goblin, regia di Jeffery Scott Lando – film TV (2010)
- Un Natale di ghiaccio (Ice Quake), regia di Paul Ziller – film TV (2010)
- Battle of the Bulbs, regia di Harvey Frost – film TV (2010)
- Kits, regia di Phil Price – film TV (2011)
- Smart Cookies, regia di Robert Iscove – film TV (2012) Non accreditato
- I 12 disastri di Natale (The 12 Disasters of Christmas), regia di Steven R. Monroe – film TV (2012)
- The Carpenter's Miracle, regia di Kristoffer Tabori – film TV (2013)
- Falling Skies – serie TV, 1 episodio (2013)
- Some Assembly Required – serie TV, 1 episodio (2014)
- iZombie – serie TV, 1 episodio (2015)
- Perfect High, regia di Vanessa Parise – film TV (2015)
- Supernatural – serie TV, 2 episodi (2008-2015)
- Unspeakable, regia di Gregory Smith, Robert C. Cooper, Andy Mikita e Sarah Wayne Callies – miniserie TV, 1 episodio (2019)
- Undercover Cheerleader, regia di Danny J. Boyle – film TV (2019)
- Riverdale – serie TV, 1 episodio (2019)

### Doppiatore
- Io & Marley 2 - Il terribile (Marley & Me: The Puppy Years), regia di Michael Damian (2011) Uscito in home video

## Riconoscimenti
| Anno | Premio                        | Categoria                                                    | Lavoro                           | Risultato       |
| ---- | ----------------------------- | ------------------------------------------------------------ | -------------------------------- | --------------- |
| 2009 | Leo Awards                    | Miglior performance maschile in un cortometraggio drammatico | The Anachronism                  | Candidato/a     |
| 2010 | Young Artist Awards           | Miglior performance in un cortometraggio – Giovane attore    | The Anachronism                  | Candidato/a     |
| 2012 | Young Artist Awards           | Miglior performance in un cortometraggio – Giovane attore    | Liz                              | Vincitore/trice |
| 2012 | Vancouver Short Film Festival | Miglior attore maschile                                      | Liz                              | Vincitore/trice |
| 2013 | UBCP/ACTRA Awards             | Miglior Newcomer                                             | Becoming Redwood                 | Candidato/a     |
| 2013 | Leo Awards                    | Miglior attore protagonista                                  | Becoming Redwood                 | Candidato/a     |
| 2017 | Joey Awards                   | Miglior attore protagonista                                  | Considering Love and Other Magic | Candidato/a     |